# Премія «Фенікс» (науково-фантастична)
Премія «Фенікс» (англ. Phoenix Award) — професійна нагорода за заслуги в області наукової фантастики для персоналій фантастики, що зробили значний внесок для розвитку «Південного Фендому» ((англ.)). Премія «Фенікс» щорічно вручається на конвенті DeepSouthCon, конвенції якого проводяться у різних штатах колишньої Конфедерації південних штатів.
Нагорода не має стандартної форми або зображення для, кожен організатор конвенції створює свою власну її інтерпретацію. «Фенікс» присуджують у поєднанні з Конфедеративною премією (англ. Rebel Award)  під час зустрічі фенів наукової фантастики за подібних критеріїв. Лауреатів обирають учасники приймаючої конвенції.

## Список переможців премії «Фенікс»
- 2016: Юджи Олівер † & Яна Олівер
- 2015: Роберт Еспрін † & Даєна Роуленд
- 2014: Стів Джексон
- 2013: Роберт Джордан †
- 2012: Джон Рінго
- 2011: Селіна Розен
- 2010: Джеррі Пурнель
- 2009: Роберт Маккаммон
- 2008: Джим Баєн †
- 2007: Том Діц
- 2006: Джон Кессел
- 2005: Джек Чокер †
- 2004: Д-р Ґреґорі Бенфорд
- 2003: Рік Шеллі † & Ларрі Елмор
- 2002: Аллен Стіл
- 2001: Шерон Грін
- 2000: Джек Макдевіт
- 1999: Денні Фрейліх
- 1998: Девід Вебер
- 1997: Джеймс П. Хоґан
- 1996: Джек Холдеман
- 1995: Даррелл Річардсон
- 1994: Тоні Вайскопф
- 1993: Террі Біссон
- 1992: Бред Ліневівер і Бред Стрікленд
- 1991: Чарльз Л. Ґрент
- 1990: Вілсон Такер
- 1989: Роберт Едамс
- 1988: Джеральд Пейдж
- 1987: Орсон Скотт Кард і Г'ю Б. Кейв
- 1986: Ендрю Оффутт
- 1985: Шарон Вебб
- 1984: Дейвід Дрейк
- 1983: Даг Чаффі і Джо Голдеман
- 1982: Келлі Фріс
- 1981: Мері Елізабет Каунселмен
- 1980: Пірс Ентоні
- 1979: Джо Клейтон
- 1978: Карл Едвард Вагнер
- 1977: Майкл Бішоп
- 1976: Менлі Вейд Веллмен та Ґехен Вілсон
- 1975: Андре Нортон
- 1974: Джордж Алек Еффінджер
- 1973: Томас Свонн
- 1972: не вручалася
- 1971: Р. А. Лафферті
- 1970: Річард Мередіт

† = нагорода вручалася посмертно